# Cua (estructura de dades)

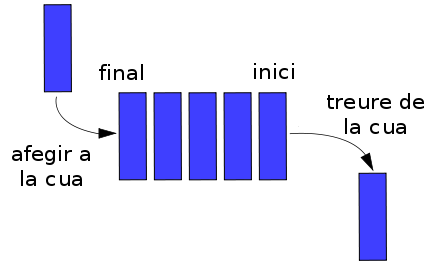
Representació d'una cua FIFO (First-In-First-Out)

En informàtica, una cua és una estructura de dades seqüencial (que conté elements ordenats) amb aquestes restriccions d'accés:
- només es poden afegir elements al final de la cua
- només es poden treure elements del principi de la cua

Exemples de cues a la vida real podrien ser persones comprant en un supermercat, esperant per entrar a veure un partit de beisbol, esperant en el cinema per veure una pel·lícula, etc. En aquests casos, el primer element de la cua realitza la seva funció (pagar menjar, pagar entrada per al partit o per al cinema) i deixa la cua. Aquest moviment està representat a la cua per la funció desencuar(pop). Cada vegada que un altre element s'afegeix a la cua d'espera s'afegeixen al final de la cua representant la funció encuar(push). Hi ha altres funcions auxiliars per veure la mida de la cua (size), per veure si està buida en el cas que no hi hagi ningú esperant (empty) o perquè veure el primer element de la cua (front).

## Operacions habituals sobre una pila

### Les habituals dels contenidors
- Una operació per comprovar quan una cua està buida.
- Una operació per obtenir el nombre d'elements que conté la cua

### Les específiques d'una cua
- Un constructor que crea una cua buida
- Una operació per afegir un nou element al final de la cua
- Una operació per obtenir l'element del principi de la cua
- Una operació per eliminar l'element del principi de la cua